# Costrada de Soria
La costrada de Soria es un postre tradicional de la provincia de Soria (España). Originalmente se componía de varias capas de hojaldre y crema pastelera, a la que se le añadió posteriormente la nata.

## Descripción
Se trata de un milhojas de hojaldre, relleno de crema y nata, y cubierto de hojaldre picado y azúcar glas. También puede incluir almendra picada. Se construye en capas superpuestas crujientes, y se presenta en forma rectangular.
Se elabora en la mayoría de las pastelerías de Soria, limitándose principalmente a la ciudad. También, puede encontrarse en varios pueblos de la provincia, donde gozan también de una gran popularidad y aceptación.

## Ingredientes
- 4 planchas de hojaldre preferentemente casero.
- Azúcar glas para espolvorear.
- 300 g de almendra molida, para adornar espolvoreando.
- 400 g de Crema pastelera.
- Nata batida.

## Preparación
1. Se realiza una masa de hojaldre mezclando la harina, parte de la mantequilla, sal y el agua. Se amasa durante aproximadamente 20 minutos en la amasadora para unir bien los ingredientes y después de dejarle reposar un ratito se extiende la masa, se le añade el resto de la mantequilla y se lamina.
2. Hornear (200°) unos 45 minutos.
3. Preparar la natay la crema pastelera.
4. Partiendo de la base del hojaldre se coloca encima la crema pastelera, otra capa de hojaldre y sobre esta una capa de nata batida de mayor espesor.
5. A continuación cubriendo a las anteriores se coloca otra capa de hojaldre.
6. Para finalizar se adorna con una capita de nata y trocitos de hojaldre desmenuzado que se cubren de azúcar glas.[3][2]